# Orelha
A orelha (do latim: auricula) ou órgão vestibulococlear (parte externa) e o ouvido (parte interna), constituem os órgãos do sistema auditivo responsáveis pela audição e equilíbrio. Nos mamíferos, as orelhas apresentam-se aos pares localizando-se na cabeça, podendo estar em outras partes do corpo ou mesmo serem ausentes em outros animais. As aranhas possuem pelos nas patas que são responsáveis pela deteção do som. O ouvido dos répteis apresenta apenas um osso, a columela, que é considerado homólogo ao estribo dos mamíferos. O ouvido humano é dividido em três regiões anatômicas: ouvido externo, ouvido médio e ouvido interno.
Em muitos animais, as orelhas apresentam músculos que as seguram ao crânio capazes de executar movimentos semicirculares, ampliando a área de alcance das orelhas. Os morcegos possuem orelhas excepcionalmente grandes e complexas que operam como receptor de ondas hipersônicas emitidas pelo animal, que refletem sobre qualquer superfície e são interpretadas pelo cérebro como uma imagem, e assim permitem a localização espacial do animal no escuro. Já os elefantes e outros animais de savana apresentam orelhas grandes que possuem outras funções, como radiador por dissipação. Intensamente irrigadas por vasos sanguíneos, as orelhas são abanadas de forma a dissipar o calor em excesso do corpo, equilibrando a sua temperatura interna.
Nos seres humanos, as orelhas possuem arquitetura complexa, mas são relativamente menores que em outros grandes primatas, como o chimpanzé, e raramente possuem capacidade de movimento. Muitas culturas utilizam a orelha como chamariz, prendendo adornos de pedra, metal, ou outros materiais à sua cartilagem. Em algumas comunidades, a laceração do lóbulo da orelha é um símbolo de status, e quanto maior o buraco (aberto e ampliado por objetos como discos, ou pesos), mais alta é a posição do indivíduo na sociedade. De maneira geral, o lóbulo da orelha, bem como sua curva superior, são apontadas como zonas erógenas.

## Orelha externa
A orelha externa é composta de duas partes: o pavilhão da orelha, também conhecido como pina, e o meato acústico externo.

### Pavilhão da orelha

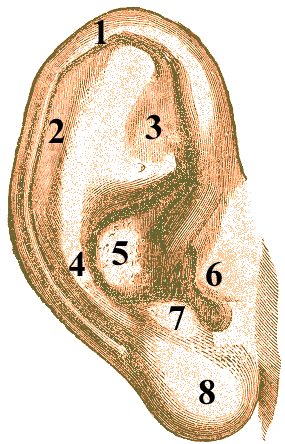
O pavilhão da orelha humana e seus componentes: 1.hélice; 2.fossa escafoide; 3.fossa triangular; 4.anti-hélice; 5.concha; 6.trago; 7.antítrago; 8.lóbulo

O pavilhão da orelha é o apêndice que se situa lateralmente na cabeça e circunda a abertura do meato acústico externo. Também chamado de pina, é formado por uma lâmina de cartilagem elástica de formato irregular, recoberta por uma fina camada de pele. Possui várias depressões e elevações, sendo a concha a maior depressão. A margem elevada da orelha é chamada de hélice, e, localizada logo abaixo da hélice se encontra a escafa ou fossa escafoide, que é uma longa depressão. Abaixo da escafa, se encontra uma elevação chamada anti-hélice, que termina bifurcada em dois ramos, encontrando-se uma fossa entre eles, chamada de fossa triangular ou navicular. O lóbulo é uma pequena porção de tecido mole que se encontra na região inferior do pavilhão. Localizados superiormente ao lóbulo, encontram-se o trago e o antítrago, o primeiro localizado logo na abertura do meato acústico externo e o segundo, logo acima do lóbulo.
A função principal do pavilhão auditivo é coletar sons, agindo como um funil e direcionando o som para o conduto auditivo. Outra função é a filtração do som, processo este que ajuda a localizar a origem dos sons que chegam ao indivíduo. Além disso, no caso dos humanos, o processo de filtração seleciona sons na faixa de frequência da voz humana facilitando o reconhecimento.

#### Seio pré-auricular
Algumas pessoas têm um buraquinho pequeno no topo da hélice da orelha, no lugar que “cola” as orelhas ao rosto. Chamada de seio pré-auricular ou Coloboma auris, assim como as covinhas, trata-se de uma desordem congênita, e alguns cientistas acreditam que esse é um resíduo evolutivo.

### Meato acústico externo

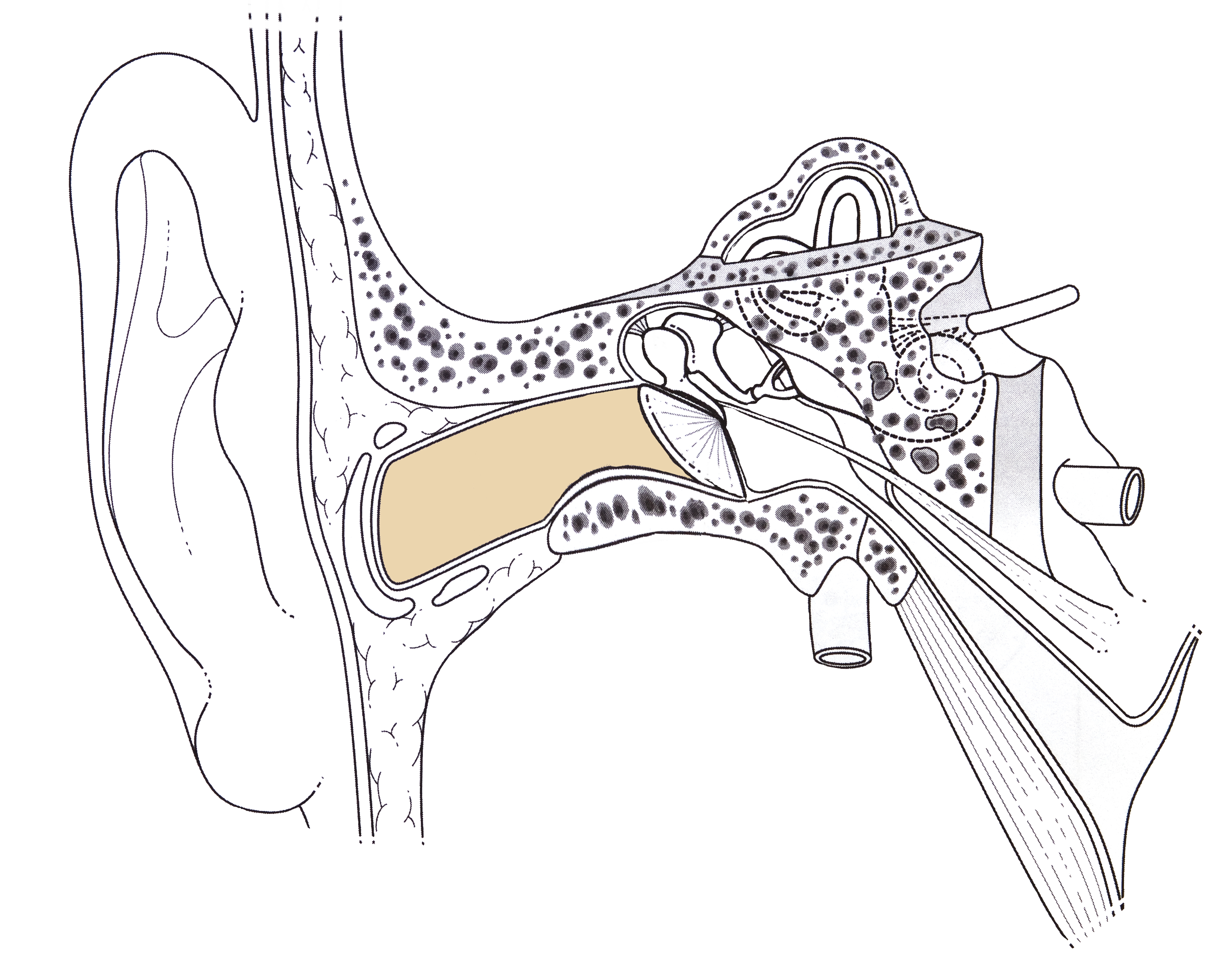
Localização do meato acústico externo (cor) na orelha humana

O meato acústico externo tem a função de transmitir os sons captados pela orelha para o tímpano, além de servir de câmara de ressonância ampliando algumas frequências de sons.
Nos seres humanos, o meato se estende por cerca de 25-30 milímetros de comprimento, desde a concha até a membrana do tímpano, que divide a orelha externa da orelha média. Tem composição cartilaginosa em seu terço lateral, e óssea nos dois terços mediais. É revestido por uma pele fina, sem papilas dérmicas, que se torna mais fina internamente, onde cobre a face externa da membrana do tímpano e se prende firmemente ao periósteo. O tecido subcutâneo da sua porção cartilaginosa apresenta glândulas sebáceas, ceruminosas e folículos pilosos. A presença de glândulas apócrinas tubulares enoveladas que secretam cerume é um elemento característico do revestimento cutâneo do meato acústico externo. Já na porção óssea, pelos e glândulas ocorrem apenas na parede superior.

## Orelha média

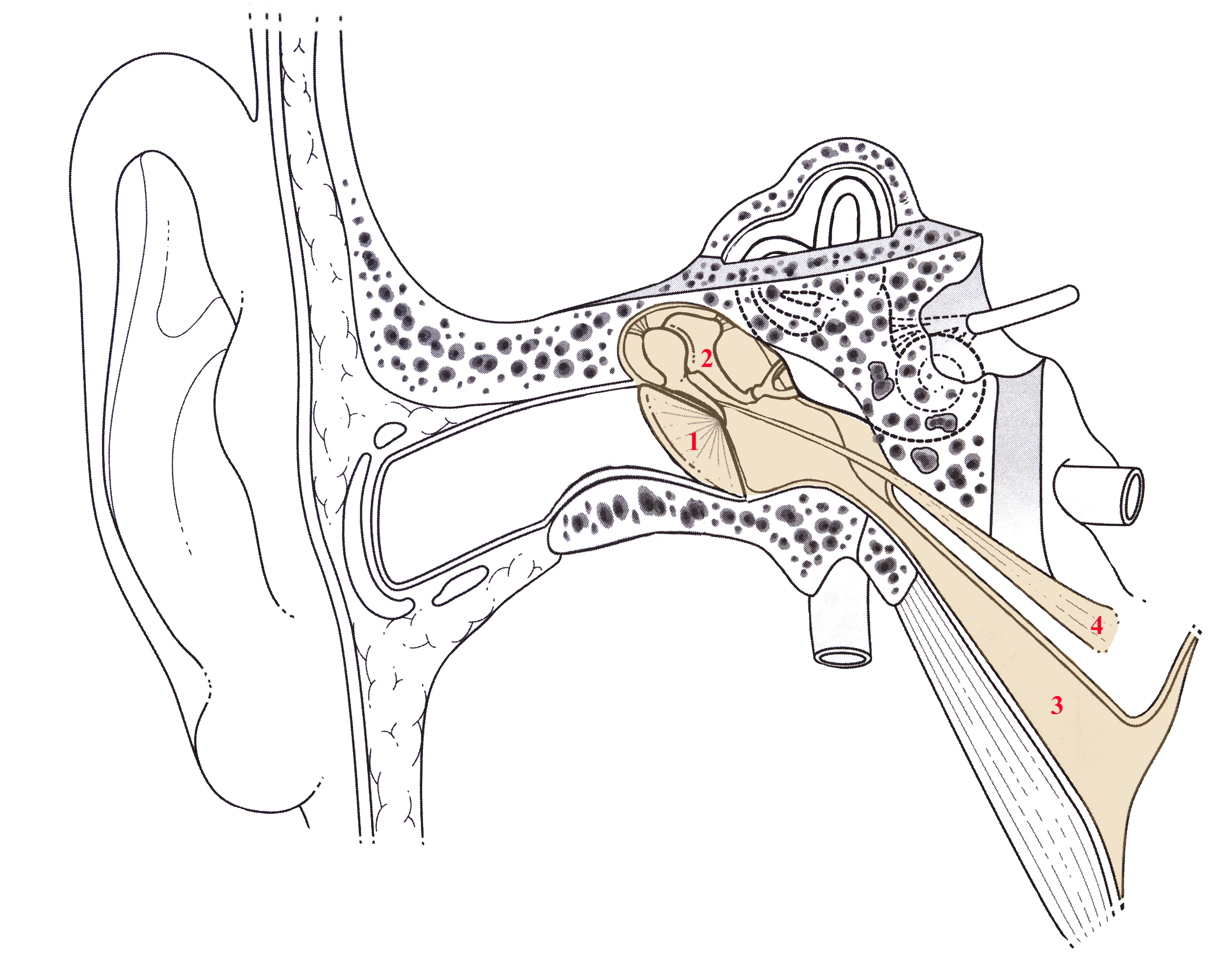
Localização da orelha média

A orelha média é um espaço no osso temporal preenchido com ar, situado entre a membrana do tímpano e as estruturas da orelha interna. É composta pelos ossículos martelo, bigorna e estribo, denominados dessa forma por sua semelhança conspícua com esses objectos, e pela tuba auditiva ou trompa de Eustáquio.
Os mamíferos são os únicos animais que possuem três ossos no ouvido, ligando o tímpano à orelha interna. Os ossículos são os menores ossos do corpo humano e já estão em seu tamanho completo ao nosso nascimento, menores do que um grão de arroz. Estão localizados na cavidade em forma de ervilha da orelha média, e conectam-se entre si, formando uma ponte entre a membrana timpânica e a janela oval.
A principal função da orelha média é transmitir os sons da membrana do tímpano às estruturas cheias de líquido da orelha interna. As vibrações sonoras são conduzidas pelos ossículos através de um sistema de membranas. Enquanto as ondas sonoras movem a membrana timpânica, esta move os ossículos, por meio de um sistema de alavancas que transfere a energia das ondas sonoras.
Outra parte da orelha média é a tuba auditiva que conecta a cavidade da orelha média com a nasofaringe. A extremidade superior é normalmente aberta, pois é rodeada de ossos, enquanto a inferior é normalmente fechada, pois é cercada por um tecido fino. A tuba auditiva ajuda a manter o equilíbrio da pressão do ar entre a cavidade timpânica e o ambiente externo.
A tuba apresenta-se normalmente fechada, mas abre-se durante a mastigação, a deglutição e o bocejo, permitindo uma equalização entre a pressão do ouvido externo e do ouvido médio. Uma sensação de pressão pode ser causada na orelha por este processo de equalização em um avião ou em situações de mudanças de altitude.

## Orelha interna
A orelha interna é composta por uma parte anterior, relacionada com a audição e denominada cóclea ou caracol, e uma parte posterior, relacionada com o equilíbrio, e formada pelo vestíbulo e pelos canais semicirculares.
O último osso da cadeia ossicular, o estribo, está acoplado a uma fina membrana chamada de janela oval. A janela oval é na realidade uma entrada para a orelha interna, que contém o órgão da audição, a cóclea. Quando o osso estribo move, a janela oval move com ele. No outro lado da janela oval está a cóclea, um canal em forma de caracol preenchido por líquidos e, quando as vibrações chegam à cóclea provenientes da orelha interna, são transformadas em ondas de compressão que por sua vez ativam o órgão de Corti que é responsável pela transformação das ondas de compressão em impulsos nervosos que são enviados ao cérebro para serem interpretados.
O líquido é agitado pelos movimentos da janela oval e, dentro da cóclea, o órgão de Corti é formado por milhares de células ciliadas que são colocadas em movimento toda vez que o líquido é movimentado.
A estimulação destas células, por sua vez, causa impulsos elétricos que são enviados para o cérebro. Os impulsos elétricos representam a quarta mudança na mensagem sonora de uma energia para a outra: da energia acústica das ondas sonoras entrando na orelha, para a energia elétrica dos impulsos que viajam para o cérebro.
O ouvido interno também contém um órgão muito importante que está na verdade conectado com a cóclea, mas que não contribui para o nosso sentido da audição, o sistema vestibular, formado por três pequenos canais semicirculares, que nos ajudam a manter o equilíbrio e auxiliar na visão já que as rotações da mesma precisam ser compensadas para que possamos ter uma visão clara sem ser borrada. É através dele que se pode saber por exemplo quando se está com o corpo inclinado mesmo estando de olhos vendados.
Problemas com os canais semicirculares podem resultar em sintomas como a vertigem. A audição é um factor chave na manutenção de trocas intelectuais, mas possivelmente ainda mais importante, a audição supre o pano de fundo auditivo que dá o sentimento de participação e segurança.

### Afecções
Os acontecimentos que acometem a orelha externa (pavilhão auricular e conduto auditivo externo) podem ser desde malformações congênitas até processos inflamatórios e infecciosos, inclusive metabólicos. O diabetes pode favorecer infecções no aparelho auditivo.
São exemplos de malformações congênitas: a anotia, a microtia, a macrotia e a atresia do conduto auditivo. O tubérculo de Darwin, o Coloboma Auris, e a fístula pré-auricular são tecidos remanescentes de malformações congênitas. A orelha de couve-flor é um problema decorrente de lesão.

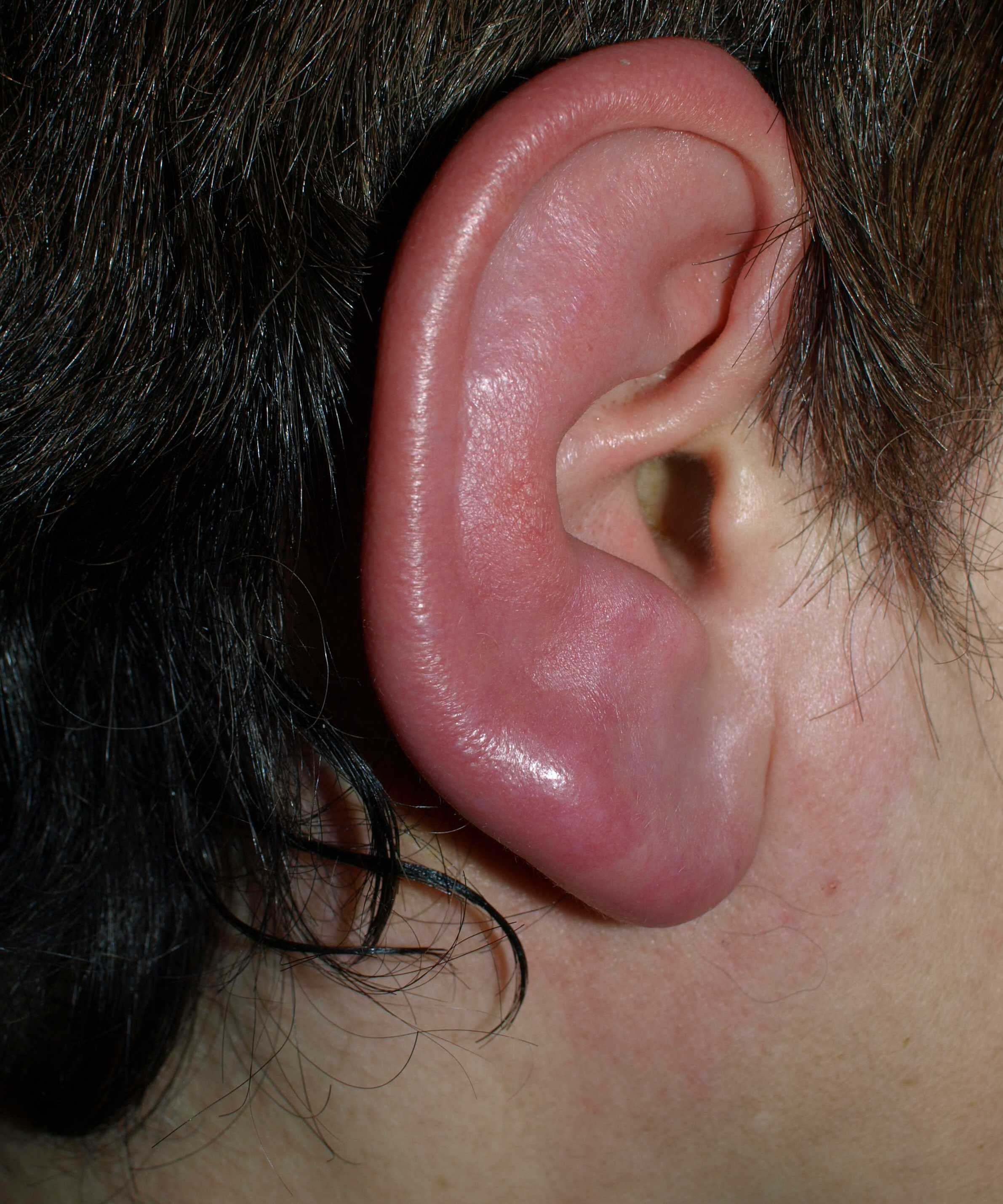
Erisipela no pavilhão da orelha.

O pavilhão auricular e o conduto auditivo podem ainda sofrer os mesmos processos que a pele:
- Queloide
- Cisto sebáceo
- Alergia de contato
- Pericondrite
- Hematoma
- Lesões por congelamento (alpinistas)
- Laceração do lóbulo
- Avulsão
- Impetigo
- Erisipela
- Furúnculo
- Herpes zoster
- Cerume
- Corpo estranho

## Ouvido

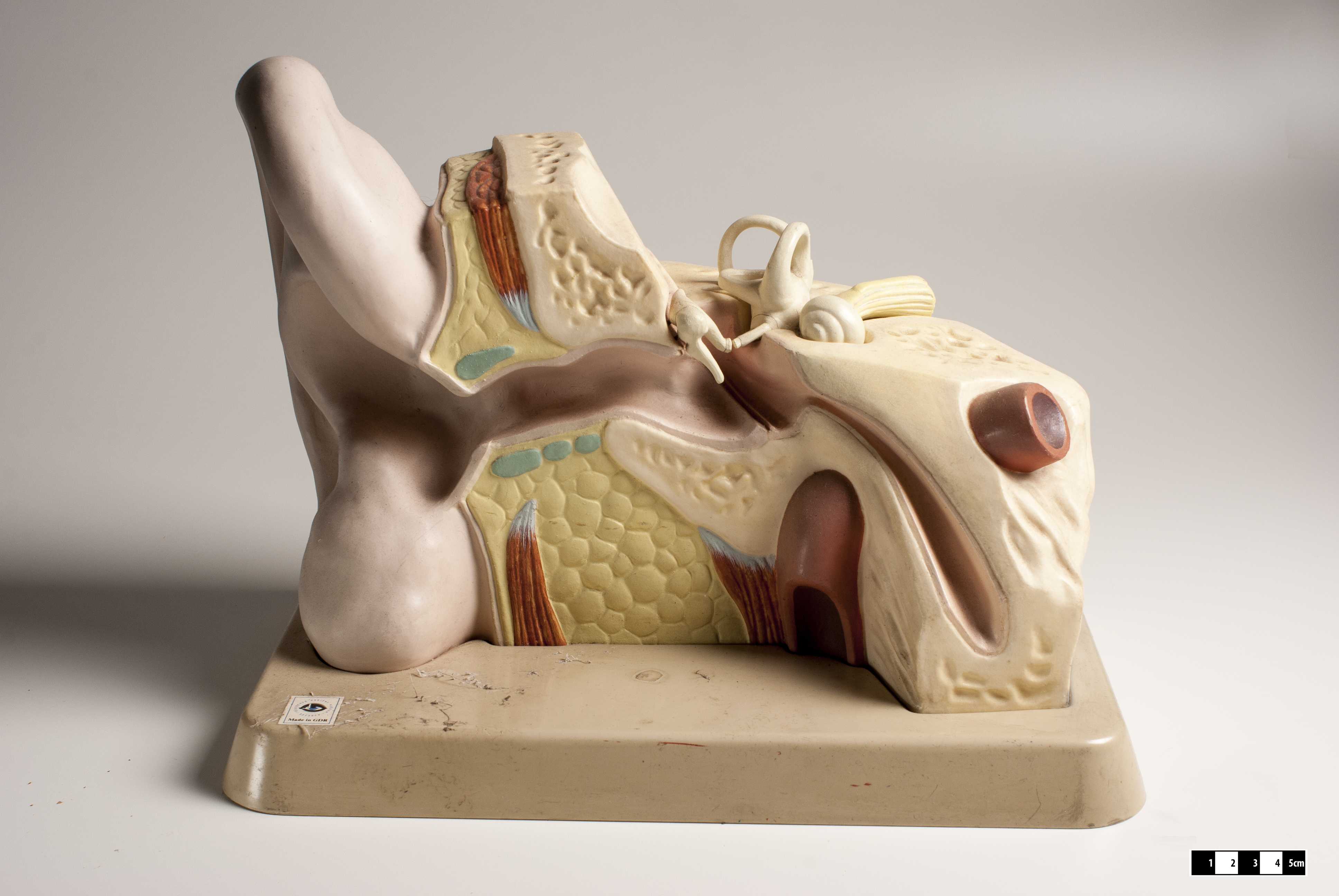
Modelo didático de orelha humana.

Desde 1895, especialistas buscam criar uma nomenclatura anatômica padronizada. Em 1935, o Congresso de Anatomia realizado na cidade de Jena, na Alemanha, aprovou uma proposta, chamada Jenaer Nomina Anatomica (JNA), que continha os nomes em latim, facultando a cada país a tradução dos termos nas línguas nacionais. O sistema auditivo era dividido em duas partes, traduzidas como "auris interna" e "auris externa". Posteriormente, a "auris interna" foi subdividida em "auris média" e "auris interna".
Com a Segunda Guerra Mundial, a JNA não foi amplamente adotada, e em 1950, um comitê foi formado para produzir um novo padrão. A primeira versão do documento, que passou a se chamar simplesmente Nomina Anatomica, foi aprovada no Congresso Internacional de Anatomia de 1955, realizado em Paris, e publicada em 1956. A Sociedade Brasileira de Anatomia cogitava publicar uma nomenclatura em língua portuguesa, possivelmente com apoio de Portugal e formou uma comissão para elaborar proposta, discutir com as universidades e apresentar em seus congressos. Em 1958, surgia a primeira nomenclatura anatômica brasileira oficial, na qual o órgão da audição passava a ser denominado "orelha", dividido em "orelha interna", "orelha média" e "orelha externa".
Segundo a tradução da última edição da Nomina Anatomica (que mudou de nome, passando a chamar-se Terminologia Anatomica) para a língua portuguesa, publicada pela Sociedade Brasileira de Anatomia em 2001, usa-se orelha para designar tanto o órgão da audição em sua totalidade, como a parte visível e externa que corresponde ao pavilhão auricular. Em Portugal mantém-se a denominação de ouvido em lugar de orelha para o órgão da audição.